# Публий Автроний Пет
Пу́блий Автро́ний Пет (лат. Publius Autronius Paetus; приблизительно 108 — между 58 и 46 до н. э.) — римский политический деятель, консул-десигнат 65 года до н. э. За нарушение выборного законодательства был осуждён и исключён из сената, принял участие в заговоре Катилины (63 год до н. э.) и умер в изгнании.

## Биография
Публий Автроний принадлежал к незнатному плебейскому роду. Он родился приблизительно в 108 году до н. э. Известно, что Пет учился вместе с Марком Туллием Цицероном, который был его приятелем в юности и коллегой по квестуре; последнюю соответственно датируют 75 годом до н. э. В 73 году до н. э. Пет был легатом в Греции (возможно, под командованием Марка Антония Критского, воевавшего с пиратами). Не позже 68 года до н. э., в соответствии с требованиями Корнелиева закона, он должен был занимать должность претора.
На консульских выборах 66 года до н. э. Публий Автроний одержал победу совместно с патрицием Публием Корнелием Суллой, но полномочия так и не получил. Неудачливые конкуренты, Луций Аврелий Котта и Луций Манлий Торкват, обвинили его и Суллу в нарушении выборного законодательства (de ambitu), и на этом основании результаты выборов были аннулированы. Пет потерял не только должность, но и членство в сенате, а также право продолжать политическую деятельность. Античные авторы утверждают, что сразу после этих событий, в конце 66 года до н. э., Публий Автроний, Сулла, Луций Сергий Катилина, а также, по некоторым данным, Марк Лициний Красс и Гай Юлий Цезарь решили захватить власть в Республике, убив при этом новых консулов (Торквата и Котту). Об их планах стало известно, и сенат предоставил консулам охрану, но никто из заговорщиков наказан не был. Многие исследователи считают эту историю всего лишь пропагандистским мифом, разработанным врагами Цезаря.
В декабре 64 года до н. э. народный трибун Луций Цецилий Руф (брат Суллы) предложил смягчить наказания за нарушения выборного законодательства. Если бы эта инициатива была принята, Пет смог бы вернуться в сенат и продолжить карьеру, но Руф вскоре отозвал свой законопроект.
В 63 году до н. э. Публий Автроний оказался замешан во втором заговоре Катилины. Античные авторы причисляют его к доверенным лицам руководителя заговора. Цицерон утверждает, что Пет планировал устроить резню на Марсовом поле во время очередных консульских выборов в сентябре, участвовал в совещании ночью с 6 на 7 ноября, во время которого получил задание установить контроль над Этрурией, и подослал двоих вооружённых людей в дом самого Цицерона, чтобы убить его на глазах у жены и детей. Послы аллоброгов во время дачи показаний перед сенатом 3 декабря назвали Пета в числе главных заговорщиков. На следующий день показания на ту же тему давал некто Луций Тарквиний, заявивший, что к заговору принадлежит ещё и Марк Лициний Красс. Сенаторы этому не поверили, и тут же, по словам Саллюстия, появилось мнение, «что все это придумал Публий Автроний, чтобы, назвав Красса, легче было ввиду опасности для всех могуществом его прикрыть остальных заговорщиков».
По-видимому, в эти дни Пета не было в Риме: он не попал в число тех катилинариев, которых арестовали, а 5 декабря казнили без суда. В следующем году (62 до н. э.) Публий Автроний был привлечён к суду по Плавтиеву закону о насильственных действиях. Он просил Цицерона стать его защитником, но тот отказал и дал свидетельские показания против Пета. В результате был вынесен обвинительный приговор. Публию пришлось уйти в изгнание. Известно, что в 58 году до н. э. он жил в Эпире, а к 46 году до н. э., когда Цицерон упомянул его в трактате «Брут, или О знаменитых ораторах», был уже мёртв.

## Личность
Главный источник, рассказывающий о Публии Автронии, — речь Цицерона «В защиту Суллы», произнесённая в 62 году до н. э. В ней оратор постарался дать Пету максимально негативную характеристику, противопоставив его своему подзащитному. Марк Туллий говорит:

[Публий Автроний] всегда был дерзок, нагл и развратен; мы знаем, что он, защищаясь от обвинения в распутном поведении, привык не только употреблять самые непристойные слова, но и пускать в ход кулаки и ноги; что он выгонял людей из их владений, устраивал резню среди соседей, грабил храмы союзников, разгонял вооруженной силой суд, при счастливых обстоятельствах презирал всех, при несчастливых сражался против честных людей, не подчинялся государственной власти, не смирялся даже перед превратностями судьбы. Если бы его виновность не подтверждалась самыми явными доказательствами, то его нравы и его образ жизни все-таки изобличили бы его.
— Марк Туллий Цицерон. В защиту Публия Корнелия Суллы 71.
В трактате «Брут, или О знаменитых ораторах» Цицерон упоминает Пета в числе «современников Гортензия», сообщая, что как оратор он выделялся «громким и пронзительным голосом, а более ничем».